# Wijken en buurten in Wieringen
De Nederlandse gemeente Wieringen is voor statistische doeleinden onderverdeeld in wijken en buurten. De gemeente is verdeeld in de volgende statistische wijken:
- Wijk 00 (CBS-wijkcode:046200)

Een statistische wijk kan bestaan uit meerdere buurten. Onderstaande tabel geeft de buurtindeling met kentallen volgens het Centraal Bureau voor de Statistiek (2008):
| CBS-buurtcode | Buurtnaam                                | Inwonertal | Opp. totaal (ha) | Opp. land (ha) | Ligging                |
| ------------- | ---------------------------------------- | ---------- | ---------------- | -------------- | ---------------------- |
| BU04620000    | Hippolytushoef                           | 4890       | 462              | 462            | Locatie in de gemeente |
| BU04620001    | Den Oever                                | 2180       | 112              | 112            | Locatie in de gemeente |
| BU04620002    | Oosterland                               | 230        | 298              | 294            | Locatie in de gemeente |
| BU04620003    | Westerland                               | 750        | 297              | 280            | Locatie in de gemeente |
| BU04620004    | De Haukes                                | 140        | 70               | 65             | Locatie in de gemeente |
| BU04620005    | Stroe                                    | 140        | 405              | 405            | Locatie in de gemeente |
| BU04620006    | Oosterklief en Westerklief               | 140        | 232              | 232            | Locatie in de gemeente |
| BU04620007    | Verspreide huizen Hippolytushoeverpolder | 80         | 196              | 195            | Locatie in de gemeente |
| BU04620008    | Verspreide huizen Oeverpolder            | 20         | 168              | 167            | Locatie in de gemeente |
| BU04620009    | Verspreide huizen Waard-Nieuwlandpolder  | 60         | 483              | 477            | Locatie in de gemeente |